# تپه پیرابراهیم ۲
تپه پیرابراهیم ۲ مربوط به دوره هخامنشی است و در شهرستان دورود، بخش مرکزی، دهستان حشمت آباد، ۳۰۰ متری جنوب روستای دره اسپر واقع شده و این اثر در تاریخ ۲۳ بهمن ۱۳۸۵ با شمارهٔ ثبت ۱۷۲۰۷ به‌عنوان یکی از آثار ملی ایران به ثبت رسیده است.